# Grasso (bedrijf)

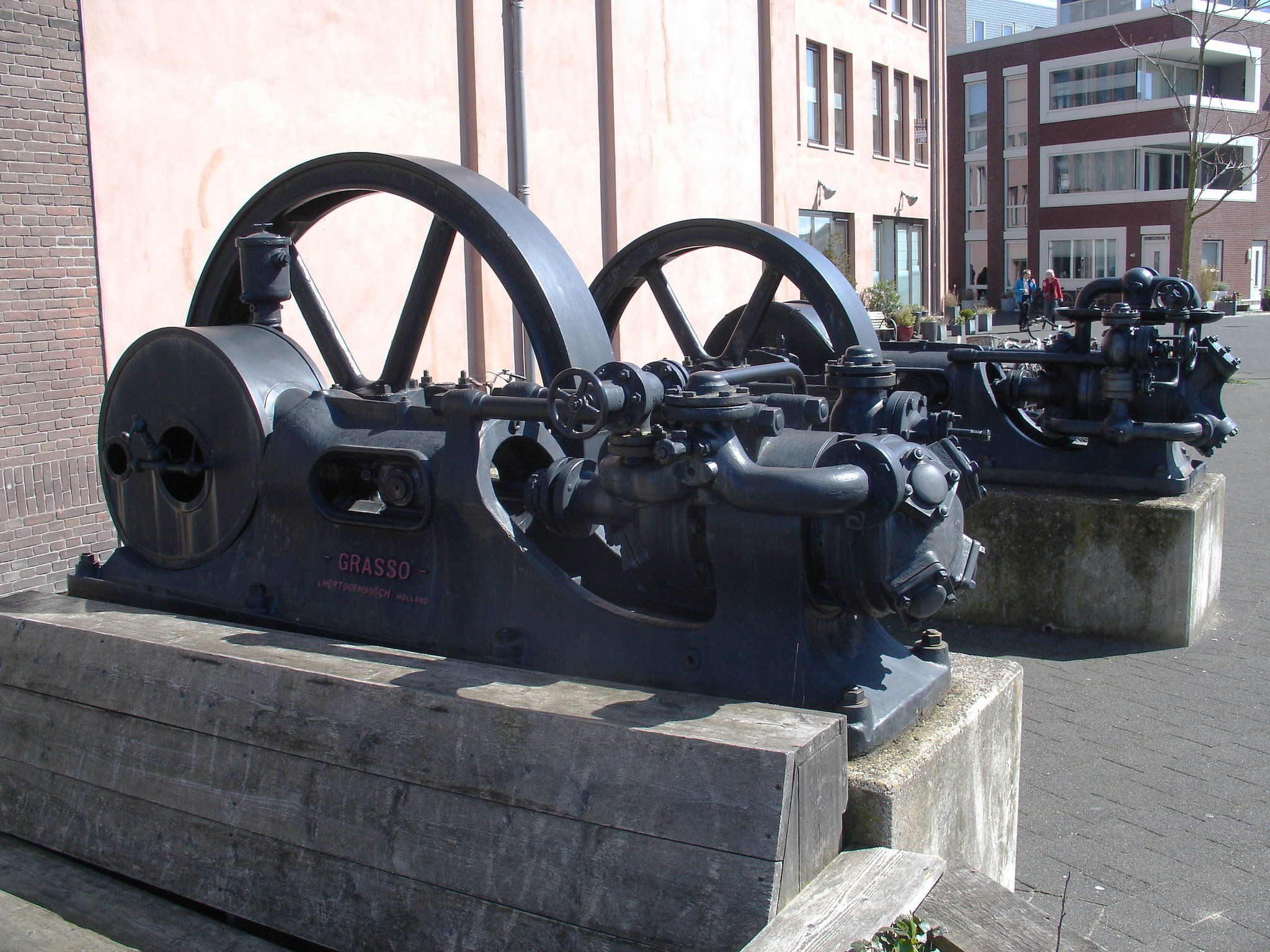
Grasso machines bij de voormalige Drostefabriek in Haarlem

Grasso is een machinefabriek te 's-Hertogenbosch die sedert de oprichting, in 1858, zich gaandeweg gespecialiseerd heeft tot producent van koelcompressoren. Het bedrijf ontwikkelde zich de eerste decennia van een kleine algemene machinefabriek tot een gespecialiseerde toeleverancier voor de margarine-industrie en zuivelindustrie. Daartoe behoorden koelsystemen die tot enige specialiteit uitgroeiden.

## Geschiedenis

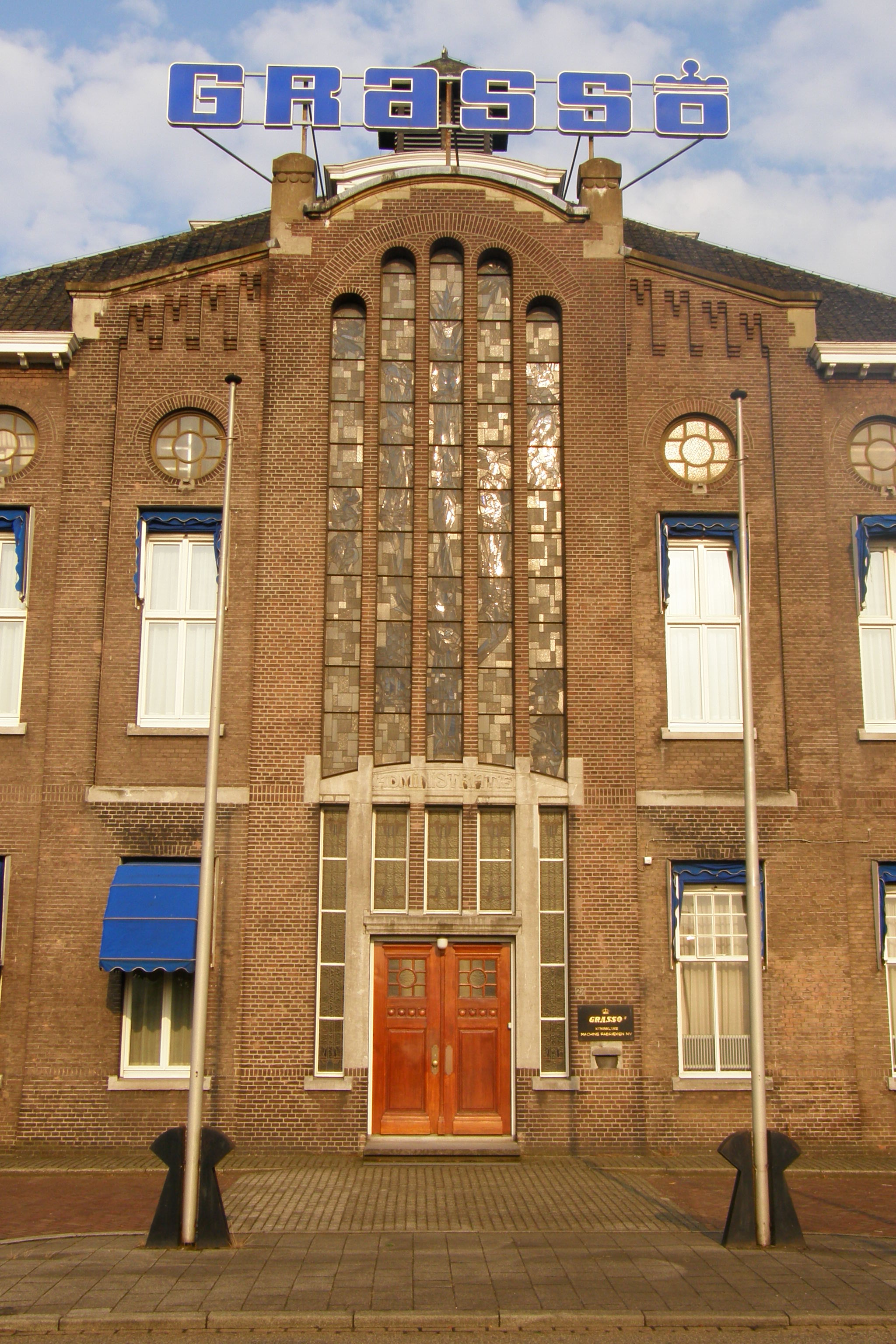
T.T Kantoorgebouw Grasso Den Bosch

### Oprichting en groei
Grasso is opgericht in 1858 door Willem Grasso, als smederij-werkplaats. De eerste locatie was aan het Hinthamereinde te 's-Hertogenbosch. In 1860 werden er toestellen voor de verwerking van koffie, tabak en vlas gebouwd, in 1863 eveneens gereedschapsmachines. Vanaf 1863 werden er ook stoommachines vervaardigd, vanaf 1864 ook stoomketels.
In 1868 werd een nieuwe fabriek aan de Zuid-Willemsvaart gebouwd, tegenover het Kruithuis. Een jaar daarvoor fabriceerde Grasso zijn 26e stoommachine. Ook stoomhamers werden geproduceerd. Het bedrijf noemde zich: W. Grasso Fabrikant in Stoomwerktuigen. Ondertussen werden de productiefaciliteiten uitgebreid met een metaalgieterij, in 1872 tevens een ijzergieterij. Het bleef kleinschalig, in het totaal werkten in 1878 10 mensen. Omstreeks 1875 begon men met werktuigen voor de margarine-industrie, op basis van de nabije aanwezigheid van margarinefabrieken zoals Cordeweener ter plaatse en Van den Bergh en Jurgens in Oss. In 1883 volgde de enige zoon, Henri Grasso - vermoedelijk mede op advies van een Duitse koeltechnicus in dienst van de firma Jurgens - een opleiding koeltechniek in het Duitse Mittweida.
In 1887 nam Henri Grasso de leiding van het bedrijf over, in 1894 nam hij het hele bedrijf over. In die korte tijd breidde de zaak enorm uit: werkten er in 1887 18 mensen, in 1895 was er ruim 130 man personeel. Zeer lange werkdagen en een geringe beloning waren regel. Uitbreiding ter plaatse was onmogelijk, een leegstaand fabrieksgebouw in Vught dat goedkoop overgenomen kon worden leek een goede oplossing. In 1896 verhuisde het bedrijf naar Vught. Voor 100 medewerkers moesten woningen worden gebouwd. Het bedrijf bleef de in 1894 aangenomen naam: 's-Hertogenbossche Machinefabriek Henri Grasso dragen. De afdeling stoomtechniek verdween, de onderneming telde begin 20ste eeuw vier afdelingen: machinefabriek, ketelmakerij, kopergieterij annex appendagefabriek en houtbewerking. Er werd een afdeling gestart voor koeltechniek, in 1910 werd de eerste compressor voor ammoniakgekoelde koelsystemen geproduceerd. In 1908 waren er reeds 250 medewerkers, het groeiende Grasso zocht een nieuwe vestigingsplaats. De optie tot terugkeer naar 's-Hertogenbosch werd pas reëel nadat de gemeente bereid was tot tegemoetkoming in de kosten voor de ophoging van het beoogd bedrijfsterrein.

### Terug naar 's-Hertogenbosch
In 1912 kreeg Grasso de vorm van een naamloze vennootschap en begon de bouw van een nieuwe fabriek (aangenomen voor f 172.900) aan de Parallelweg in 's-Hertogenbosch die, na tegenslagen, in 1913 in gebruik werd genomen. Er werden voor de margarine- en zuivelindustrie onder meer centrifuges vervaardigd naast grote horizontale compressoren, onder meer voor gebruik in Nederlands-Indië. Er werkten toen 258 mensen in de fabriek en 59 op kantoor.
In 1921 vond een landelijke metaalstaking plaats tegen de aangekondigde loonsverlagingen, ook bij Grasso. Het personeelsbestand begon af te nemen. Er werkten nog 198 mensen in de fabriek, wat in 1929 was teruggelopen tot 165. Hoewel de roterende compressor werd ontwikkeld bleef dit aantal afnemen. In 1930 werkten er in de fabriek nog 122 mensen, in 1932 nog 109, en in 1933 nog 77. In 1937 waren er nog maar 50 fabrieksarbeiders over. Het ging bijzonder slecht met het bedrijf en bij gebrek aan opvolging verkocht Henri Grasso het bedrijf aan de drie gebroeders Van Heijst uit 's-Gravenhage. Leo van Heijst (technisch) en Louis van Heijst (commercieel) gingen het bedrijf leiden. Overweging voor de koop was dat deze gebroeders hun productiecapaciteit voor verwarmingsketels wilden uitbreiden.

### Verdere ontwikkeling
In de nadagen van de Tweede Wereldoorlog werd de fabriek zwaar beschadigd, maar kon na de bevrijding weer heringericht worden met de modernste machines. In 1949 werd in een werkplaats in 's-Gravenhage begonnen met de productie van pneumatisch gereedschappen. Speciaal daarvoor werd een dochteronderneming opgericht, de Nationale Apparaten en Machine Industrie - kortweg N.V. NAMI - waarvoor in 1955 in Nijmegen een nieuwe fabriek werd gebouwd waarheen de eerdere activiteiten in 's-Gravenhage werden overgebracht.
Ter gelegenheid van het 100-jarig jubileum in 1958 werd aan het bedrijf het predicaat Koninklijk toegekend. Grasso ging zich ook richten op koelsystemen voor andere industrietakken dan de voedingsmiddelenindustrie, zoals de procesindustrie, de mijnbouw en de wegenbouw. In 1960 werd de het koeltechnisch installatiebureau Kobach te Rotterdam overgenomen. In 1965 volgde de oprichting van Grenco (Grasso Engineering and Contracting), als installatiebedrijf van koelsystemen. In 1961, lijfde Grasso de Apeldoornse producent van koeltechnische apparatuur AMF (voorheen Loog Landaal) in. In 1982 trok ook de laatste van de gebroeders Van Heijst zich uit de onderneming terug.
In 1975 werd de vestiging Grasso Perslucht te Oss geopend. Hier werden compressoren voor persluchtsystemen gefabriceerd. Dit bedrijf werd in 1985 verzelfstandigd en kreeg de naam Grassair. In 1976 werd de Amerikaanse producent Schnacke te Evansville overgenomen. Deze werd omgedoopt in Grasso Evansville Inc.
Er ontstonden moeilijkheden binnen het bedrijf, zoals het uitblijven van nieuwe ontwikkelingen en interne problemen binnen de directie. Eind 1991 bleek dat er een aantal partijen waren die het bedrijf wilden overnemen. Dit leidde in 1992 tot de verkoop van Grasso aan de Duitse GEA Groep (Gesellschaft für Entstaubungsanlagen) te Bochum, een concern van 14.500 werknemers in 50 landen, verdeeld over 200 maatschappijen. In 1994 werd Kühlautomat Berlin GmbH te Berlijn overgenomen, een bedrijf dat schroefcompressoren bouwt. Dit werd omgedoopt in Grasso GmbH Refrigeration Technology. Nu kon Grasso zowel zuigercompressoren als schroefcompressoren leveren. In 1999 werd GEA onderdeel van een nog grotere groep, mg Technologies, met 32.000 medewerkers en 450 maatschappijen. In hetzelfde jaar werd Ilka Mafa te Halle ingelijfd. De naam hiervan werd: Grasso Kältemaschinenbau Halle GmbH. In 2004 werd het bedrijf Goedhart te Sint-Maartensdijk overgenomen. 

## Industriële monumenten
- De eerste Grasso-fabriek was gelegen achter een lijnbaan, waaraan nog de muursteen In de Lyn Baan 1761 herinnert. Door een gangetje naast Hinthamereinde 64 kan men hier nog komen.

- De laatste restanten van de tweede Grasso-fabriek werden in de jaren zeventig van de 20e eeuw gesloopt. Later werden er op deze locatie flats gebouwd.

- De derde Grasso-fabriek aan de Taalstraat in Vught was een neoclassicistisch kantoor-, woon- en fabriekspand. Enkele overblijfselen van de fabriek zijn te vinden op Taalstraat 47. Een erbij horend herenhuis bevindt zich op Taalstraat 53.

- De vierde en huidige Grasso-fabriek heeft een fraai bakstenen hoofdgebouw uit 1912-1913. Het is een ontwerp van de Tilburgse architect F.C. de Beer. De driebeukige opzet met de hoge ramen boven de ingangspartij doet denken aan pseudobasilicale kerkbouw. In de vensters is in 1958 een glas-in-loodraam geplaatst van M. de Leeuw, aangeboden door het personeel ter gelegenheid van het 100-jarig jubileum. In de muren zijn nog kogelgaten te zien, gevolg van de beschietingen in 1944. Het is een rijksmonument. In 2012-2013 is de fabriek, waarin nog steeds GEA Grasso is gehuisvest, geheel gerestaureerd.